# Manga Plus
Manga Plus (scritto come MANGA Plus da SHUEISHA ) è una piattaforma online e un'app per smartphone dedicata alla lettura di manga di proprietà di Shueisha, lanciata il 28 gennaio 2019. È disponibile in tutto il mondo, tranne che in Giappone, Cina e Corea del Sud, che hanno già i propri servizi, tra cui Shōnen Jump+, la piattaforma giapponese originale. Manga Plus pubblica le versioni tradotte dei nuovi capitoli dei manga in corso serializzati su Weekly Shōnen Jump, una grande selezione di titoli dall’app e dal sito Shōnen Jump+ e alcuni manga di Jump Square, Weekly Young Jump, Tonari no Young Jump e V Jump . Dal lancio dell’app nel 2019, tutti i nuovi manga pubblicati su Weekly Shōnen Jump vengono pubblicati simultaneamente in inglese. Da gennaio 2023, lo stesso vale per tutti i nuovi titoli serializzati su Shōnen Jump+.
I primi tre capitoli e gli ultimi tre capitoli di tutti i titoli presenti sulla piattaforma sono disponibili gratuitamente. Tutti i titoli di Shōnen Jump+ sono anch'essi gratuiti nella loro interezza, ad eccezione degli Stati Uniti, dove, a causa di questioni di licenza, alcuni manga seguono la stessa limitazione dei primi e ultimi tre capitoli gratuiti.
La versione spagnola del servizio è stata lanciata nel febbraio 2019, seguita da diverse altre lingue nei cinque anni successivi.
Nell'ottobre 2023 è stato aggiunto all'app un servizio di abbonamento chiamato "Manga Plus MAX".

## Storia
Weekly Shōnen Jump raggiunse il picco di tiratura settimanale di 6,53 milioni di copie negli anni '90, tuttavia, l’indebolimento dell’editoria cartacea ha portato a una progressiva diminuzione dei lettori. In risposta, l'editore Shueisha ha puntato sulla distribuzione digitale per provare a raggiungere un pubblico più ampio.
Shuhei Hosono, caporedattore di Shōnen Jump+ e Manga Plus, ha dichiarato di essere consapevole della presenza di numerosi lettori di manga all'estero e di voler rendere i manga accessibili a un pubblico ancora più ampio in tutto il mondo. Nel 2017 sono iniziate le discussioni su una possibile versione globale di Shōnen Jump+. Shueisha ha poi lanciato Manga Plus il 28 gennaio 2019. Il servizio è stato reso disponibile in tutto il mondo, ad eccezione di Cina, Corea del Sud e Giappone, che ne sono stati esclusi poiché dispongono già di propri servizi dedicati. La redazione di Shōnen Jump+ gestisce internamente la distribuzione all'estero tramite Manga Plus . Yūta Momiyama, editor di Shueisha responsabile dei servizi online Shōnen Jump+ e Manga Plus, ha dichiarato che l'obiettivo è rendere la creazione di manga di successo su scala globale "un elemento centrale dell'approccio editoriale di Weekly Shōnen Jump".
Prima di Manga Plus, i titoli di Shueisha venivano distribuiti in tutto il mondo tramite editori locali o canali di distribuzione. Con il suo lancio, per la prima volta, Shueisha ha iniziato ad estendere il proprio servizio diretto a livello globale. All'inizio erano disponibili 50 titoli manga. Una parte dei ricavi derivanti dalla pubblicità va direttamente agli autori originali dei manga.
Al momento del lancio, l'unica lingua disponibile su Manga Plus era l'inglese. La versione spagnola è stata lanciata il 25 febbraio 2019, sebbene con una diversa gamma di titoli manga. La versione thailandese è stata lanciata nel dicembre 2019, disponibile solo in Thailandia, Cambogia e Laos. Nel febbraio 2021, alcuni titoli sono diventati disponibili in indonesiano. La versione portoghese brasiliana del sito è stata lanciata nell'aprile 2021, disponibile solo in Brasile e Portogallo. Nell'agosto 2021, Manga Plus ha lanciato la versione russa e ha rimosso le restrizioni regionali per tutte le lingue, rendendo possibile il passaggio ad altre lingue dalla pagina della serie. La versione francese è stata lanciata nel settembre 2021. Nel marzo 2024 alcuni titoli sono diventati disponibili in tedesco.
Nell'ottobre 2020, Manga Plus ha avviato il proprio server Discord ufficiale.
Nel 2021 è stata annunciata una nuova versione web-app di Manga Plus per celebrare il suo secondo anniversario.
Alla fine di giugno 2022 è stato annunciato che a partire dal 2023, ogni nuova serie manga lanciata su Shōnen Jump+ sarebbe stata pubblicata simultaneamente in inglese anche su Manga Plus.
Ad agosto 2022, Shueisha ha lanciato Manga Plus Creators, un sito web e un'app che pubblica manga inviati dagli utenti di tutto il mondo; il dipartimento editoriale di Shōnen Jump+ gestisce il servizio insieme alla società di localizzazione MediBang.
A ottobre 2023 è stato aggiunto all'app un servizio in abbonamento chiamato "Manga Plus MAX". Il servizio prevede due piani: quello Standard che permette l'accesso alle 80 opere attualmente serializzate, per un totale di oltre 6000 capitoli che costa $ 1,99 ($ 0,99 in Indonesia, India, Filippine e altre regioni), e quello Deluxe permette la lettura di oltre 190 titoli, tra cui anche serie complete, per un totale di oltre 16.000 capitoli che costa $ 4,99 ($ 3,99 in Indonesia, India, Filippine e altre regioni). Il sito web e l'app hanno subito un restyling dell'interfaccia utente e l'introduzione di classificazioni dei contenuti, suddivise in All Ages, Teen e Teen Plus, per riferirsi ai manga presenti nell'app.
Da agosto 2024, tutti i one shot di Shonen Jump+ vengono pubblicati simultaneamente in inglese.

## Formato
A dicembre 2023, l'app Manga Plus ha cinque sezioni:
- Updates (Aggiornamenti): mostra tutti i capitoli pubblicati sull'app negli ultimi sette giorni.
- Hottest (Più hot): mostra le classifiche di visualizzazione delle serie nell'app, suddivise in tre categorie disponibili nelle diverse opzioni linguistiche: Più popolari, Di tendenza e Completate.
- Browse (Sfoglia): raccoglie tutti i manga pubblicati su Manga Plus, permettendo di cercarli in base a diversi generi. Sono inclusi anche materiali promozionali e i commenti degli autori di Weekly Shonen Jump. Da notare che, trattandosi di un'app promozionale, le serie offrono gratuitamente solo i primi e gli ultimi capitoli.
- Creators (Creatori): la homepage di Manga Plus Creators, dove gli utenti possono leggere e commentare i manga inviati dalla community. Le dieci serie più lette vengono valutate da Shueisha e Medibang, e ogni mese le opere ritenute eccezionali ricevono un premio in denaro, con la possibilità di essere pubblicate ufficialmente su Manga Plus.
- My Shelf (La mia libreria): raccoglie le serie aggiunte ai preferiti dall'utente e offre opzioni per modificare il nome utente, l'avatar per i commenti, la lingua dei manga e accedere a notizie e avvisi.

## Titoli
- Akane Banashi
- Astro Royale
- Black Clover (spostato su Jump GIGA)
- Blue Box
- Burn the Witch (in pausa)
- Chōjun! Chōjō senpai
- The Elusive Samurai
- Hakutaku
- Hima-Ten!
- Hunter × Hunter (in pausa)
- Ichi the Witch
- Kagurabachi
- Kill Blue
- Me & Roboco
- Nue's Exorcist
- One Piece
- RuriDragon
- Sakamoto Days
- Shinobi Undercover
- Syd Craft: Love Is a Mystery
- Ultimate Exorcist Kyoshi
- Witch Watch

Serie complete
- Act-Age (rimosso)[21]
- Agravity Boys
- Aliens Area
- Assassination Classroom
- Ayashimon
- Bakuman
- Beast Children
- Bleach
- Bone Collection
- Build King
- Candy Flurry
- Captain Tsubasa (solo in spagnolo)[3]
- Chainsaw Man (prima parte)
- Cipher Academy
- DC3 (one-shot)
- Dear Anemone
- Death Note
- Demon Slayer
- Do Retry
- Doron Dororon
- Double Taisei
- Dr. Stone
- Dr. Stone Reboot: Byakuya
- Dragon Ball
- Earthchild
- Fabricant 100
- Food Wars!: Shokugeki no Soma
- Ginka & Glüna
- Green Green Greens
- Guardian of the Witch
- Haikyu!!
- Hard-Boiled Cop and Dolphin
- Hell Warden Higuma
- High School Family: Kokosei Kazoku
- Hinomaru Sumo
- The Hunters Guild: Red Hood
- I Tell C
- Ice-Head Gill
- Ichigoki's Under Control!!
- The Ichinose Family's Deadly Sins
- JoJo's Bizarre Adventure: Part 1–Phantom Blood
- JoJo's Bizarre Adventure: Part 2–Battle Tendency
- JoJo's Bizarre Adventure: Part 3–Stardust Crusaders
- Jujutsu Kaisen
- Kowloons' Ball Parade
- Kuroko's Basketball
- Kyokuto Necromance
- The Last Saiyuki
- Magu-chan: God of Destruction
- MamaYuyu
- Martial Master Asumi
- Mashle: Magic and Muscles
- Mitama Security: Spirit Busters
- Mission: Yozakura Family
- Moriking
- My Hero Academia
- Naruto
- Neolation
- Neru: Way of the Martial Artist
- Nisekoi - False Love
- Our Blood Oath
- Phantom Seer
- PPPPPP
- The Promised Neverland
- Protect Me, Shugomaru!
- Psych House
- Reborn! (solo in spagnolo)[3]
- Rurouni Kenshin
- Samurai 8: La leggenda di Hachimaru
- Science vs. Magic (one-shot)
- Shadow Eliminators
- Shokugeki no Sanji
- Super Smartphone
- Teenage Renaissance! David
- Tenmaku Cinema
- Time Paradox Ghostwriter
- Tokyo Demon Bride Story
- Tokyo Shinobi Squad
- Two on Ice
- Undead Unluck
- We Never Learn
- Yokai Buster Murakami
- Yugen's All-Ghouls Homeroom
- Yui Kamio Lets Loose
- Zipman!!

Serie attualmente in corso su Jump+
- 2.5 Dimensional Seduction
- Astro Baby
- Asura's Verdict
- Beat & Motion
- Blooming Love
- Centuria
- Chainsaw Man (seconda parte)
- Chieri's Love Is 8 Meters (solo in tailandese)
- DanDaDan
- Darling's Vanishing Act
- Deep Raputa
- Drama Queen
- Empyreal Cabinet
- Get Away, Matsumoto！-100 days escape-
- Ghost Girl (in pausa)
- Girl Meets Rock!
- The God Before Me
- Ghost Fixers
- Hero Organization
- Hope You're Happy, Lemon
- Insect Girl
- Kaiju No. 8
- Kindergarten Wars
- Kiruru Kill Me (solo in spagnolo - in pausa)
- Kunigei - Okuni University Art Department Film Program
- Lunatic Terrapop
- Machi and Oboro
- MAD
- Magilumiere
- Magokoro Scramble! ~What Lies in Your Heart?~
- Make the Exorcist Fall in Love
- Marriagetoxin
- Mikane and The Sea Woman
- Monochrome Days
- Navigatoria
- Night Light Hounds
- No Gyaru in This Class
- No/Name
- Oversleeping Takahashi
- Red Cat Ramen
- Ron Kamonohashi: Deranged Detective
- Rugby Rumble
- Ryota Killed His Brother
- Sachi's Records 〜Sachi’s Book of Revelation〜
- Shiba Inu Rooms
- Sirens Won't Sing For You
- Spy × Family
- Stellar Friends
- Strikeout Pitch
- Thermae Romae Redux
- 'Tis Time for "Torture," Princess
- Tsuruko Returns the Favor
- The Urban Legend Files
- Waiting for the Sunlight
- Wild Strawberry
- The World of SKK Girls
- Yattara

Serie complete
- Abyss Rage
- ANKOKU Delta
- Arata Primal: The New Primitive
- Astra - Lost in Space
- At Summer's End
- Ayakashi Triangle
- Blue Flag
- ByeByeBye
- Captain Velvet Meteor: The Jump+ Dimensions ~The Beginning~ (one-shot)
- Curtain's up, I'm off
- Daddy and Buddy
- The Dark Doctor Ikuru
- Diamond in the Rough
- Diasporaiser
- Dear Sa-chan
- Demon Lord Exchange!!
- Don't Blush, Sekime-san!
- Dricam!!
- Drunk Bullet
- East, Into The Night
- Even If You Slit My Mouth
- Excuse Me Dentist, It's Touching Me!
- Existential Unplugged
- Fool
- The Game Devil
- Ghostbuster Osamu
- Gift of Poison
- Goodbye, Eri (one-shot)
- Goze Hotaru
- Handsome Must Die
- Heart Gear
- Hell's Paradise - Jigokuraku (riedizione solo in spagnolo)
- Hell's Paradise: Jigokuraku - Side Story: Forest of Misfortune (one-shot)
- Hina Change
- History's Mentalist
- Hokkaido Gals Are Super Adorable!
- Jiangshi X
- Jinrui-Shoku: Blight of Man
- Just Listen to the Song (one-shot)
- Kaiju No.8: B-Side
- The Kajiki Chef: Divine Cuisine
- KoLD8: King of the Living Dead
- Land Lock
- Look Back (one-shot)
- Magokoro Scramble! ~What Lies in Your Heart?~
- Magical Girl Tsubame: I Will (Not) Save The World!
- Me and My Gangster Neighbour
- Moebana
- Moon Land
- My Girlfriend Gives Me Goosebumps!
- My Hero Academia: Vigilantes (solo in spagnolo)
- Nano Hazard
- Naruto: Konoha's Story—The Steam Ninja Scrolls: The Manga
- L'impresa eroica di Sasuke: i coniugi Uchiha e il firmamento stellato
- ONI: Road to be the Mightiest Oni Episode ZERO
- The Pension Life Vampire
- Romantic Killer
- Service Wars
- Set it and Forget it
- Shibatarian
- Shojo Null
- The Sign of Abyss
- Skeleton Double
- SMOTHER ME
- Soloist in a Cage
- The Soul Spewing Wielder
- Spotless Love: This Love Cannot Be Any More Beautiful.
- Stage S
- Stan for Salvation
- Suitô-to (solo in spagnolo)
- Summer Time Rendering
- Summer Time Rendering 2026: La casa del delitto paradossale
- Takopi's Original Sin
- Tokyo Underworld
- The Vertical World
- Vibration Man
- Wa no kage (solo in spagnolo)
- Witch Enforcer
- World's End Harem: Britannia Lumiere
- You and I Are Polar Opposites
- Yumeochi: Dreaming of Falling For You

Serie di Jump Square
- Blue Exorcist
- Claymore (conclusa)
- Gokurakugai
- Platinum End (conclusa)
- Rosario + Vampire (conclusa)
- Rosario + Vampire Season II (conclusa)
- Seraph of the End: Vampire Reign
- Show-ha Shoten!
- Tegami Bachi (conclusa)
- Twin Star Exorcists (conclusa)
- World Trigger

Serie di V Jump
- Boruto: Naruto Next Generations (conclusa)
- Boruto: Two Blue Vortex
- Dragon Ball Super (conclusa)
- Metaphor: ReFantazio
- Yu-Gi-Oh! Arc-V (conclusa)

Serie di Weekly Young Jump
- Catenaccio
- The Days of Diamond
- Dogsred
- Kubo-san wa mob o yurusanai (conclusa)
- Oshi no ko - My Star (conclusa)
- Terra Formars (in pausa)
- Tokyo Ghoul (conclusa)
- Tokyo Ghoul:re (conclusa)

Serie di Tonari no Young Jump
- Choujin X

Ultra Jump
- Bug Ego

'Serie di Saikyō Jump
- I'm From Japan (conclusa)

Ubisoft x Jump+ one-shot
- Assassin's Creed: Cinders
- HAPPY VAAS DAY
- Inside
- kuroneko yawa x UBISOFT
- WRENCH MAKE SOME NOISE!

Vincitori del MAGIC International Manga Contest
- Miriam of the Skulls
- Bookhead

### Manga Plus Creators
Manga Plus Creators award winners
- Apple to Orange
- ALMA DE UN SOLO COLOR
- BOLT
- Deaddie Du Dead
- Dodsleie
- ERROR US
- El Perro del Gorro Atornillado al Cráneo
- GENDER X BORDER
- GEO
- Hollow Grimoire
- How to heal from schizophrenia
- I SOLD MY BODY TO A GOD
- KKDKK
- LOLEIN
- METAL SOULS
- METRA-K
- No\Name
- Personaje
- Ruthless Render
- Scrap Circus
- Sun in the Abyss
- UNBLESSED